# Élisabeth de Palatinat-Simmern
Élisabeth de Palatinat-Simmern (* 13 février 1520 à Simmern; † 18 février 1564 à Fuerstenau) était, par son mariage comtesse d'Erbach.

## Biographie
Élisabeth était une fille du Comte palatin et le duc Jean II de Palatinat-Simmern (1492-1557) de son mariage avec Béatrice de Bade (1492-1535), fille du marquis Christophe Ier de Bade. Elle était la sœur du prince-Électeur Frédéric III du Palatinat.
Élisabeth a épousé le 9 janvier 1535, à Furstenau le comte Georges II d'Erbach (1506-1569), Oberhofmarschall du prince-Électeur du Palatinat, à Heidelberg. Après le mariage Georges avec son épouse ont résidé à Furstenau, une ancienne résidence du comte d'Erbach. Une relation amicale s'est développée entre Élisabeth et l'humaniste Fulvia Morata qui avait trouvé asile à la Cour de Furstenau.
La comtesse, dont le mariage était resté sans enfant a été enterré dans l' Église de Michelstadt.

## Sources
- Pierre Wagner: Les Wittelsbach de la Ligne de Palatinat-Simmern. Hunsrücker Ce, 2003, P. 207 f.
- G. Simon: l'Histoire de La buade de frontenac et le Comte d'Erbach et de leur Pays. H. L. Brönner, 1858, P. 382